# Julia Hornung
Julia Hornung (* 18. November 1990 in Schwabmünchen) ist eine deutsche Musikerin (Kontrabass, E-Bass, Komposition).

## Biografie
Hornung wuchs in einer Musikerfamilie auf. Sie spielt seit ihrem sechsten Lebensjahr verschiedene Instrumente. Der E-Bass kam hinzu, als sie 15 Jahre alt war, inspiriert durch ihren älteren Bruder. Ein Jahr später folgte der Kontrabass.
Nach ihrem Abschluss an der Berufsfachschule für Musik in Plattling und einem Jungstudium an der Anton Bruckner Privatuniversität in Linz studierte sie an der Hochschule für Musik und Theater München mit Hauptfach E-Bass (Jazz) bei Patrick Scales und Hauptfach Kontrabass (Jazz) bei Paulo Cardoso, Martin Zenker und Henning Sieverts. Seit Januar 2017 ist Hornung Stipendiatin der Yehudi-Menuhin-Stiftung Bayern.
Hornung nahm Unterricht und besuchte Workshops u. a. bei Abe Laboriel, Jiggs Whigham, Terri Lyne Carrington und James Genus. Bis 2015 gehörte sie zur Allgäuer Folk-Rock-Band Vivid Curls, dann begleitete sie Sarah Sophie. Mit dem  Monaco Swing Ensemble veröffentlichte sie 2020 das Album Solitude, das sie in einer Aufnahme aus der Bar Gabanyi auch in BR Klassik vorstellte.  Außerdem spielte sie mit Künstlern wie Peter Sadlo, Mulo Francel (Quadro Nuevo), Diknu Schneeberger, Stochelo Rosenberg, Antoine Boyer, Helmut Nieberle, Duved Dunayevsky, Thorsten Skringer, Tim McMillan und David Klüttig.
Hornung wurde (neben Sam Hylton und Alma Naidu) mit dem BMW Welt Young Artist Jazz Award 2021 ausgezeichnet.

## Diskographische Hinweise
- Sarah Sophie: Different (Flowerstreet/Rough Trade 2015)[4]
- SiEA (2019, mit Antonia Dering, Patricia Römer, Kira Linn, Theresa Zaremba, Frida Beck, Jutta Keeß, Bettina Maier, Amélie Haidt, Linda-Philomène Tsoungui)
- Monaco Swing Ensemble: Solitude (Upstroke 2020, mit Jakob Lakner, Jan Kiesewetter, David Klüttig, Daniel Fischer)